# Vincenzo Silvano Casulli
Vincenzo Silvano Casulli (* 25. August 1944 in Putignano; † 24. Juli 2018), auch bekannt unter dem Namen Silvano Casulli, war ein italienischer Amateurastronom.
Casulli war engagierter Beobachter und Entdecker von Asteroiden. Er war der erste Amateurastronom, dem es gelang, mit einer CCD-Kamera präzise astrometrische Daten von Asteroiden zu erhalten. In den Jahren 1993 bis 2004 belief sich die Zahl seiner Entdeckungen auf 86. Der Asteroid (7132) Casulli ist nach ihm benannt.
Im Jahr 1985 arbeitete er in einer Gruppe von Amateurastronomen, welche das Hubble-Teleskop für die Beobachtung und Untersuchung von Kometen und Asteroiden nutzen konnte.
Casulli lebte und arbeitete in der Nähe von Rom, Italien.